# Temporada 1972-73 de los Portland Trail Blazers
La temporada 1972-73 fue la tercera de los Portland Trail Blazers en la NBA. La temporada regular acabó con 21 victorias y 61 derrotas, ocupando el noveno y último puesto de la conferencia Oeste, y no logrando clasificarse para los playoffs.

## Elecciones en elDraft
| Ronda | Puesto | Jugador       | Posición   | Nacionalidad   | Universidad     |
| ----- | ------ | ------------- | ---------- | -------------- | --------------- |
| 1     | 1      | LaRue Martin  | Pívot      | Estados Unidos | Loyola (IL)     |
| 2     | 14     | Bob Davis     | Alero      | Estados Unidos | Weber State     |
| 2     | 26     | Dave Twardzik | Base       | Estados Unidos | Old Dominion    |
| 2     | 30     | Ollie Johnson | Alero      | Estados Unidos | Temple          |
| 3     | 31     | Lloyd Neal    | Ala-Píivot | Estados Unidos | Tennessee State |

## Temporada regular
| División Pacífico       | División Pacífico | División Pacífico | División Pacífico | División Pacífico | División Pacífico | División Pacífico | División Pacífico | División Pacífico |
| Equipo                  | G                 | P                 | %                 | PD                | Casa              | Fuera             | Neutral           | Div               |
| ----------------------- | ----------------- | ----------------- | ----------------- | ----------------- | ----------------- | ----------------- | ----------------- | ----------------- |
| y-Los Angeles Lakers    | 60                | 22                | .732              | –                 | 30–11             | 28–11             | 2–0               | 22–4              |
| x-Golden State Warriors | 47                | 35                | .573              | 13                | 27–14             | 18–20             | 2–1               | 14–12             |
| Phoenix Suns            | 38                | 44                | .463              | 22                | 22–19             | 15–25             | 1–0               | 14–12             |
| Seattle SuperSonics     | 26                | 56                | .317              | 34                | 16–25             | 10–29             | 0–2               | 9–17              |
| Portland Trail Blazers  | 21                | 61                | .256              | 39                | 13–28             | 8–32              | 0–1               | 6–20              |

## Estadísticas
| Rk | Jugador          | Edad | P  | PT | MP   | TC   | TCI  | %TC  | TL  | TLI | %TL  | RB   | AS  | FP  | PTS  |
| -- | ---------------- | ---- | -- | -- | ---- | ---- | ---- | ---- | --- | --- | ---- | ---- | --- | --- | ---- |
| 1  | Geoff Petrie     | 24   | 79 |    | 39.7 | 10.6 | 22.8 | .464 | 3.8 | 4.8 | .778 | 3.5  | 4.4 | 2.1 | 24.9 |
| 2  | Sidney Wicks     | 23   | 80 |    | 39.4 | 9.5  | 21.1 | .452 | 4.8 | 6.6 | .723 | 10.9 | 5.5 | 3.2 | 23.8 |
| 3  | Lloyd Neal       | 22   | 82 |    | 33.2 | 5.5  | 11.2 | .494 | 2.3 | 3.6 | .638 | 11.8 | 1.8 | 3.7 | 13.4 |
| 4  | Ollie Johnson    | 23   | 78 |    | 27.4 | 3.9  | 7.9  | .497 | 2.0 | 2.6 | .757 | 5.3  | 2.6 | 2.1 | 9.9  |
| 5  | Rick Adelman     | 26   | 76 |    | 24.0 | 2.8  | 6.9  | .408 | 1.0 | 1.3 | .716 | 2.1  | 3.9 | 2.0 | 6.6  |
| 6  | Greg Smith       | 26   | 72 |    | 21.8 | 3.2  | 6.5  | .488 | 1.0 | 1.8 | .586 | 5.2  | 1.6 | 2.9 | 7.4  |
| 7  | Larry Steele     | 23   | 66 |    | 19.7 | 2.4  | 5.0  | .483 | 1.1 | 1.3 | .798 | 2.3  | 2.4 | 2.7 | 5.9  |
| 8  | Charlie Davis    | 23   | 69 |    | 19.3 | 3.5  | 8.6  | .412 | 1.8 | 2.3 | .783 | 1.6  | 2.5 | 2.5 | 8.9  |
| 9  | Dave Wohl        | 23   | 22 |    | 17.9 | 2.1  | 5.2  | .412 | 1.1 | 1.5 | .727 | 0.9  | 3.1 | 2.0 | 5.4  |
| 10 | Terry Dischinger | 32   | 63 |    | 15.4 | 2.6  | 5.4  | .476 | 1.0 | 1.5 | .667 | 3.0  | 1.6 | 2.0 | 6.1  |
| 11 | Stan McKenzie    | 28   | 7  |    | 15.3 | 1.9  | 5.1  | .361 | 2.0 | 2.3 | .875 | 3.0  | 1.1 | 2.1 | 5.7  |
| 12 | LaRue Martin     | 22   | 77 |    | 12.9 | 1.9  | 4.8  | .396 | 0.6 | 1.0 | .649 | 4.6  | 0.5 | 2.1 | 4.4  |
| 13 | William Smith    | 23   | 8  |    | 5.4  | 1.1  | 1.9  | .600 | 0.6 | 1.0 | .625 | 1.0  | 0.1 | 1.0 | 2.9  |
| 14 | Bob Davis        | 22   | 9  |    | 4.6  | 0.7  | 3.1  | .214 | 0.4 | 0.7 | .667 | 0.6  | 0.2 | 0.6 | 1.8  |
| 15 | Bill Turner      | 28   | 2  |    | 4.0  | 1.0  | 3.0  | .333 | 0.0 | 0.0 |      | 1.0  | 0.0 | 1.5 | 2.0  |

## Galardones y récords
| Jugador      | Galardón                            |
| Sidney Wicks | Mejor quinteto de rookies de la NBA |
| Lloyd Neal   | All-Star                            |